# Марьям (сура)
Марьям (араб. مريم — Марьям) — девятнадцатая сура Корана. Сура мекканская, за исключением аятов 58 и 71, ниспосланных в Медине.  Состоит из 98 аятов.

## Содержание
В этой суре рассказывается о рождении Яхьи (Иоанна), сына Закарии. Закария просил Аллаха даровать ему сына, несмотря на то, что он стар, а жена его бесплодна. Затем в суре рассказывается о благочестивой Марьям и о том, как она родила Ису (Иисуса). В суре приводится история Ибрахима (Авраама) призывавшего своего отца к единобожию и отречению от идолопоклонства, а также рассказывается о беседах между ними об идолах и искушениях шайтана. В этой суре указывается на пророков из потомства Ибрахима, то есть на Исмаила и Исхака (Исаака), а также на пророков из потомства Исхака (Исаака). Далее приводится история Идриса.

Каф. Ха. Йа. Айн. Сад. ۝ Это является напоминанием о милости твоего Господа, оказанной Его рабу Закарийе (Захарие). ۝ Вот он воззвал к своему Господу в тайне ۝ и сказал: «Господи! Воистину, кости мои ослабели, а седина уже распространилась по моей голове. А ведь раньше благодаря молитвам к Тебе, Господи, я не был несчастен. ۝ Я опасаюсь того, что натворят мои родственники после меня, потому что жена моя бесплодна. Даруй же мне от Тебя наследника, ۝ который наследует мне и семейству Йакуба (Иакова). И сделай его, Господи, угодником». ۝ О Закарийа (Захария)! Воистину, Мы радуем тебя вестью о мальчике, имя которому Йахйа (Иоанн). Мы не создавали прежде никого с таким именем (или никого подобного ему). ۝ Он сказал: «Господи! Как может быть у меня мальчик, если моя жена бесплодна, а я уже достиг дряхлого возраста?» ۝ Он сказал: «Всё так и будет! Господь твой сказал: „Это для Меня легко, ведь прежде Я сотворил тебя самого, хотя тебя вообще не было“». ۝ Он сказал: «Господи! Назначь для меня знамение». Он сказал: «Знамением для тебя станет то, что ты не будешь говорить с людьми в течение трех ночей, будучи в полном здравии». ۝ Он вышел из молельни к своему народу и дал им понять: «Воздавайте хвалу по утрам и перед закатом!»

Оригинальный текст (ар.)كهيعص ۝ ذِكْرُ رَحْمَتِ رَبِّكَ عَبْدَهُ زَكَرِيَّا ۝ إِذْ نَادَىٰ رَبَّهُ نِدَاءً خَفِيًّا ۝ قَالَ رَبِّ إِنِّي وَهَنَ الْعَظْمُ مِنِّي وَاشْتَعَلَ الرَّأْسُ شَيْبًا وَلَمْ أَكُنْ بِدُعَائِكَ رَبِّ شَقِيًّا ۝ وَإِنِّي خِفْتُ الْمَوَالِيَ مِنْ وَرَائِي وَكَانَتِ امْرَأَتِي عَاقِرًا فَهَبْ لِي مِنْ لَدُنْكَ وَلِيًّا ۝ يَرِثُنِي وَيَرِثُ مِنْ آلِ يَعْقُوبَۖ وَاجْعَلْهُ رَبِّ رَضِيًّا ۝ يَا زَكَرِيَّا إِنَّا نُبَشِّرُكَ بِغُلَامٍ اسْمُهُ يَحْيَىٰ لَمْ نَجْعَلْ لَهُ مِنْ قَبْلُ سَمِيًّا ۝ قَالَ رَبِّ أَنَّىٰ يَكُونُ لِي غُلَامٌ وَكَانَتِ امْرَأَتِي عَاقِرًا وَقَدْ بَلَغْتُ مِنَ الْكِبَرِ عِتِيًّا ۝ قَالَ كَذَٰلِكَ قَالَ رَبُّكَ هُوَ عَلَيَّ هَيِّنٌ وَقَدْ خَلَقْتُكَ مِنْ قَبْلُ وَلَمْ تَكُ شَيْئًا ۝ قَالَ رَبِّ اجْعَلْ لِي آيَةً ۚ قَالَ آيَتُكَ أَلَّا تُكَلِّمَ النَّاسَ ثَلَاثَ لَيَالٍ سَوِيًّا ۝ فَخَرَجَ عَلَىٰ قَوْمِهِ مِنَ الْمِحْرَابِ فَأَوْحَىٰ إِلَيْهِمْ أَنْ سَبِّحُوا بُكْرَةً وَعَشِيًّا— Коран 19:1—11 (Кулиев)